# Campeonato Paraguaio de Futebol de 1959
O Campeonato Paraguaio de Futebol de 1959 foi o quadragésimo nono torneio desta competição. Participaram dez equipes. Não houve rebaixamento na edição anterior e dois foram ascendidos.O campeão do torneio foi classificado para a Copa Libertadores da América de 1960
| Equipe                | Cidade   | Departamento     | No ano anterior                                                           | Estádio | Capacidade | Títulos                                | Participações |
| --------------------- | -------- | ---------------- | ------------------------------------------------------------------------- | ------- | ---------- | -------------------------------------- | ------------- |
| Club Cerro Porteño    | Assunção | Distrito Capital | Vice Campeão                                                              | --      | --         | 11 (último em 1954)                    | 43            |
| Club Guaraní          | Assunção | Distrito Capital | Terceiro Lugar                                                            | --      | --         | 5 (1906,1907, 1921, 1923, 1949 )       | 48            |
| Club Nacional         | Assunção | Distrito Capital | Quarto Lugar                                                              | --      | --         | 6 (1909, 1911, 1924, 1926, 1942, 1946) | 49            |
| Club Olimpia          | Assunção | Distrito Capital | Campeão                                                                   | --      | --         | 16 (último em 1958)                    | 49            |
| Sol de América        | Assunção | Distrito Capital | Sexto Lugar                                                               | --      | --         | 0 (não possui)                         | 46            |
| Club Libertad         | Assunção | Distrito Capital | Sétimo Lugar                                                              | --      | --         | 6 (1910, 1920, 1930,1943, 1945, 1955 ) | 45            |
| Club Sportivo Luqueño | Luque    | Central          | Quinto Lugar                                                              | --      | --         | 2 (1951,1953)                          | 30            |
| Club River Plate      | Assunção | Distrito Capital | Oitavo Lugar                                                              | --      | --         | 0 (não possui)                         | 41            |
| General Caballero     | Assunção | Distrito Capital | Vice-Campeão do Campeonato Paraguaio de Futebol de 1958 - Segunda Divisão | --      | --         | 0 (não possui)                         | 5             |
| Club Presidente Hayes | Assunção | Distrito Capital | Campeão do Campeonato Paraguaio de Futebol de 1958 - Segunda Divisão      | --      | --         | 1 (1952)                               | 35            |

## Premiação
| Campeonato Paraguaio 1959 Primeira Divisão |
| Assunção                                   |
| ------------------------------------------ |
| Club Olímpia Campeão (17º título)          |